# Severo de Vienne
São Severo de Vienne (falecido por volta de 455) foi um padre que evangelizou em Vienne, França. Ele é reverenciado como um santo católico. Severo era indiano de nascimento e de origem rica. Ele se estabeleceu em Vienne por volta de 430. Sua entrada no Martirológio Romano diz:
Em Viénna de França, O qual veio da Índia em perseguição, a fim de pregar o Evangelho, e chegando a dita Cidade, converteu com sua doutrina, e milagres grande multidão de gentios a Fé de Cristo.
Ele morreu na Itália, mas seu corpo foi devolvido a Vienne e enterrado na igreja de Santo Estêvão, que ele mesmo havia construído.